# Ширензе
Ширензе (нем. Schierensee) — община в Германии, в земле Шлезвиг-Гольштейн. 
Входит в состав района Рендсбург-Экернфёрде. Подчиняется управлению Мольфзе.  Население составляет 381 человек (на 31 декабря 2010 года). Занимает площадь 9,18 км².